# Trzęsienie ziemi w Junnanie (2012)
Trzęsienie ziemi w prowincji Junnan w 2012 roku – trzęsienie ziemi o magnitudzie 5,7, które nawiedziło chińską prowincję Junnan, 7 września 2012 roku o godzinie 11:19:42 czasu miejscowego. W wyniku wstrząsów, śmierć poniosło 81 osób, a 820 zostało rannych.
Epicentrum trzęsienia ziemi znajdowało się na granicy prowincji Junnan i Kuejczou. Wstrząs nastąpił na głębokości 10 kilometrów. Po głównym trzęsieniu, nastąpiła seria wstrząsów wtórnych.
Lokalne władze zarządziły ewakuację 100 tysięcy osób z terenów zagrożonych wstrząsami.